# 2006년 조선민주주의인민공화국 미사일 발사
2006년 조선민주주의인민공화국 미사일 발사 사건(2006年 朝鮮民主主義人民共和國 미사일 發射 事件)은 한국 표준시 기준으로, 2006년 7월 5일 새벽, 조선민주주의인민공화국(북한) 함경북도 화대군 무수단리의 미사일 기지에서 수 발의 미사일을 동해상쪽으로 발사한 사건이다. 모든 미사일들은 일본 홋카이도에서 서쪽으로 300~500km 거리에 떨어졌다.
대포동 2호는 42초쯤 비행하다 레이다에서 사라져 사실상 발사에 실패했는데, 한미 군당국에서는 결함으로 공중폭발 또는 추진체가 분리되지 못한 채 동해상에 떨어졌을 것으로 추정하고 있다.

## 시간대별 기록

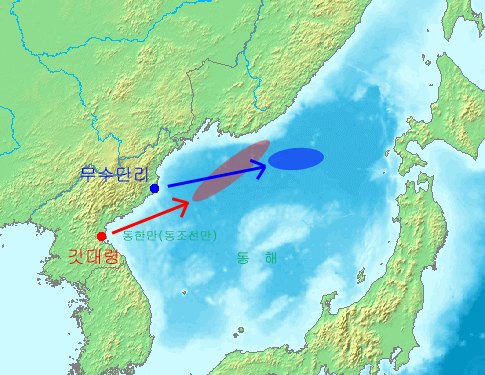
미사일이 떨어졌다고 예측되는 장소

- 오전 3시 32분, 첫 번째 미사일(스커드-C)이 조선민주주의인민공화국 강원도 안변군 깃대령에서 발사되어 6분후에 동해상에 떨어졌다.
- 오전 4시 4분, 두 번째 미사일(노동 또는 스커드)이 깃대령에서 발사되어, 6분후에 동해상에 떨어졌다.
- 오전 4시 59분, 세 번째 미사일이 함경북도 화대군 무수단리 부근에서 발사되었으며, 이것이 대포동 2호이며, 발사 후 약 35초 정도에 공중 폭발되어 실패한 것으로 추정되고 있다. 발사위치의 수리적 위치는 40°50'49.66" N 129°37'42.59" E로 추정되고 있다.
- 오전 7시 13분, 네 번째 미사일(스커드)이 깃대령에서 발사되었다.
- 오전 7시 30분, 다섯 번째 미사일(노동)이 깃대령에서 발사되었다.
- 오전 8시 17분, 여섯 번째 미사일(노동)이 깃대령에서 발사되었다.
- 오후 5시 22분, 일곱 번째 미사일(노동 또는 스커드)이 깃대령에서 발사되어, 6분후에 동해상에 떨어졌다.

## 관련 국가들의 대응

### 육자회담관련국
대한민국
- 7월 11일 - 노무현 대통령은 조선민주주의인민공화국 미사일 발사에서 비롯된 일본 각료들의 '대북 선제공격론' 발언에 대해 "일본 정치지도자들의 선제공격 발언 등으로 인해 새로운 상황이 생겼고, 사태를 더욱 악화시킬 우려가 있다"고 말했다.

일본
- 7월 9일 - 누카가 후쿠시로 방위청 장관은 후지TV 프로그램에서 "독립국가로서 일정한 틀 안에서 최저한의 것을 가져야 한다는 생각은 당연하다"며 헌법의 범위 안에서 가능한 '선제공격' 장비를 확충하는 방안을 검토해야 한다는 생각을 밝혔다.
- 7월 10일 - 일본 정부 대변인인 아베 신조 관방장관은 기자회견에서. "미사일 발사 기지를 공격하는 것은 헌법의 자위권 범위 안에 있다는 견해가 있는 만큼 논의를 심화할 필요가 있다"며 "일본 국민과 국토, 국가를 지키기 위해 무엇을 해야할지의 관점에서 검토, 연구할 필요가 있다"고 주장했다.
- 7월 11일 - 일본 정부는 조선민주주의인민공화국 미사일발사에 따른 UN 안전보장이사회 제재결의가 부결될 경우 미국을 비롯 제재결의에 찬성하는 국가들과 연대해 추가 대북제재를 추진할 방침이라고 니혼게이자이신문이 보도했다.

중화인민공화국
- 7월 11일 - 후진타오 중국 국가주석은 중국을 방문중인 양형섭 조선민주주의인민공화국 최고인민회의 상임위원회 부위원장을 만나 중국은 한반도 상황을 악화시킬 수 있는 어떤 조치도 반대한다고 말했다고 신화통신이 보도했다.

### 유엔 회원국
- 7월 11일 - 조선민주주의인민공화국의 장거리 미사일 발사에 따른 유엔 제재를 추진하고 있는 미국과 일본 등은 대북 제재결의안에 대한 유엔 안전보장이사회 투표를 하루 더 연기하기로 했다고 밝혔다.
- 7월 11일 - 중국은 만약 일본측이 유엔 안보리에 제출한 대북 제재결의안이 표결에 부쳐지면 거부권을 행사할 것임을 시사했다고 외신들이 보도했다.
- 7월 12일 - 중국의 왕광야 유엔 주재 대사는 UN 안전보장이사회에 러시아와 공동으로 조선민주주의인민공화국 결의안을 제출하면서 "우리가 염두에 두는 건 조선민주주의인민공화국이 외교의 성공을 위해 뭔가를 해야 한다는 점이다. 그러나 아직 조선민주주의인민공화국 지도부로부터 어떤 반응도 받지 못했다."고 밝혔다.
- 7월 13일 - 반기문 대한민국 외교통상부 장관과 중국의 리자오싱 외교부장은 전화통화를 갖고, 중국과 러시아가 조선민주주의인민공화국 미사일 발사와 관련해 UN 안전보장이사회에 제출한 대북 결의안의 처리 방안을 논의했다.
- 7월 15일 - UN 안전보장이사회는 조선민주주의인민공화국의 미사일 시험 발사를 규탄하고 유엔 회원국들에게 조선민주주의인민공화국의 미사일 개발을 감시하는 한편, 조선민주주의인민공화국제 미사일 및 미사일 관련 물품이나 기술을 구매하지 않도록 요구하는 내용의 대북 결의를 채택했다.
- 조선민주주의인민공화국은 유엔 안보리가 자국 미사일 시험발사를 비난한 결의문을 채택한 것과 관련, 이를 전적으로 거부한다고 선언하고 조선민주주의인민공화국은 앞으로도 자위력 강화를 위해 미사일 발사를 계속할 것이라고 강조했다.

## 같이 보기
- 대포동 1호
- 대포동 2호
- 로동 1호
- 로동 2호
- 스커드 미사일
- 2006년 조선민주주의인민공화국 핵 실험
- 2009년 조선민주주의인민공화국 핵 실험
- 2013년 조선민주주의인민공화국 핵 실험